# Pleorchis
Pleorchis är ett släkte av plattmaskar. Pleorchis ingår i familjen Pleorchiidae.
Pleorchis är enda släktet i familjen Pleorchiidae.
Kladogram enligt Catalogue of Life:
| Pleorchis | \| \| Pleorchis californiensis \| \| \| \| \| \| Pleorchis magniporus \| \| \| \| |
|           | \| \| Pleorchis californiensis \| \| \| \| \| \| Pleorchis magniporus \| \| \| \| |
|           | Pleorchis californiensis                                                          |
|           |                                                                                   |
|           | Pleorchis magniporus                                                              |
|           |                                                                                   |